# سیارک ۸۴۳
سیارک ۸۴۳ (به انگلیسی: 843 Nicolaia، نامگذاری:1916AN) هشتصد و چهل و سومین سیارک کشف شده‌است که در ۳۰ سپتامبر ۱۹۱۶ کشف شد.
قدر مطلق سیارک برابر ۱۳٫۶۰ است.